# Hochmölbing
Der Hochmölbing ist ein 2336 m ü. A. hoher Berg im steirischen Teil des Toten Gebirges. Er ist ein wegen seiner schönen Aussicht bekannter und viel besuchter Gipfel. Der nördliche Teil des Mölbingkamms prägt sich ab dem Kleinmölbing zu einem scharfen Grat aus, der über dessen höchsten Punkt, den Hochmölbing, zur Kreuzspitze führt. Nach Osten bricht der Hochmölbing mit einer breiten, von Kaminen und Rinnen durchzogenen Wand zur Mölbingschütt ab. An der Westseite leiten steile, grasige Hänge in den obersten Grimminggraben.

## Aufstieg
Markierte Anstiege:
- Weg 281 von der Hochmölbinghütte über Klein- und Mittermölbing
- Weg 219 von der Liezener Hütte über die Brunnalm

## Flora und Fauna
Das Hochmölbing-Gebiet ist auch aus botanischer und zoologischer Sicht interessant, wie das Vorkommen des Dolomiten-Mannsschildes oder die Funde am Kirchfeld zeigen. 